# Södra vattentornet, Örebro

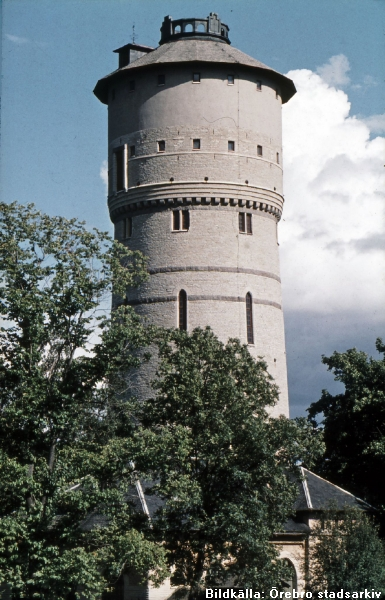
Södra vattentornet Örebro år 1957.

Södra vattentornet är ett vattentorn i Örebro som byggdes 1886 och togs ur bruk 1958. Det är beläget norr om badet Gustavsvik.

## Bakgrund
Örebro hade sedan urminnes tider utvunnit sitt dricksvatten ur den grusås på vilken stadens centrala delar är belägna. Det fanns pumpar både vid Kyrkogårdsgatan och vid Våghustorget, och vatten för tvätt och vattning av hästar och kreatur hämtades direkt ur Svartån. Redan mot mitten av 1800-talet uppträdde vattenbrist vid vissa tillfällen i staden. Man erbjöds då, genom annonser i lokaltidningen, att få köpa vatten som transporterats från Prästkällan, belägen söder om staden.
År 1875 beslöt stadsfullmäktige om att utreda möjligheterna att anlägga en vattenledning från Prästkällan. År 1885 togs beslut i frågan, och en del i detta beslut innebar byggnation av Södra vattentornet med tillhörande pumpstation.

## Vattentornet
Byggnationen påbörjades i maj 1886 och det nya vattentornet stod klart att tas i bruk år 1888. Tornet rymde 462 400 liter. För uppfordring av vattnet använde man sig av en ångdriven pump, men när Skebäcks kraftstation stod klar 1895, elektrifierades driften. År 1907 räckte Prästkällans vatten inte längre till, utan vatten hämtades från det nyanlagda Skråmsta vattenverk. Redan 1915 behövdes ytterligare vattenförsörjning i staden, och då byggdes Norra vattentornet, som var 5 m högre än det södra. År 1929 påbyggdes Södra vattentornet till samma höjd som det norra.
År 1958 togs både Södra och Norra vattentornen ur bruk, då stadens nya vattentorn Svampen stod klart.